# Grant Fisher
Grant Fisher (Calgary, Canadá, 22 de abril de 1997) es un deportista estadounidense que compite en atletismo, especialista en las carreras de fondo.
Participó en dos Juegos Olímpicos de Verano, obteniendo dos medallas de bronce en París 2024, en las pruebas de 5000 m y 10 000 m, y el quinto lugar en Tokio 2020, en los 10 000 m.
Es hijo de padre canadiense y madre estadounidense. Estudió Ingeniería Eléctrica en la Universidad Stanford.
En febrero de 2025 estableció dos nuevas plusmarcas mundiales en pista cubierta: de los 3000 m (7:22,91) y de los 5000 m (12:44,09).

## Palmarés internacional
| Juegos Olímpicos | Juegos Olímpicos | Juegos Olímpicos  | Juegos Olímpicos |
| Año              | Lugar            | Medalla           | Prueba           |
| ---------------- | ---------------- | ----------------- | ---------------- |
| 2024             | París (Francia)  | Medalla de bronce | 5000 m           |
| 2024             | París (Francia)  | Medalla de bronce | 10 000 m         |